# Saint-Nizier-de-Fornas
Saint-Nizier-de-Fornas (okzitanisch: Fornier) ist eine französische Gemeinde mit 653 Einwohnern (Stand: 1. Januar 2022) im Département Loire in der Region Auvergne-Rhône-Alpes. Sie gehört zum Arrondissement Arrondissement Montbrison und zum Kanton Saint-Just-Saint-Rambert.

## Geografie
Die Gemeinde Saint-Nizier-de-Fornas liegt etwa 24 Kilometer westsüdwestlich von Saint-Étienne am Bonson in der historischen Landschaft Forez im Nordosten des Zentralmassivs. Umgeben wird Saint-Nizier-de-Fornas von den Nachbargemeinden Saint-Bonnet-le-Château und La Tourette im Norden, Aboën im Osten, Rozier-Côtes-d’Aurec im Südosten und Süden, Saint-Hilaire-Cusson-la-Valmitte im Süden, Merle-Leignec im Südwesten und Westen, Estivareilles im Westen und Nordwesten sowie Luriecq im Nordwesten.

## Bevölkerungsentwicklung
| Jahr                       | 1962 | 1968 | 1975 | 1982 | 1990 | 1999 | 2006 | 2014 | 2022 |
| -------------------------- | ---- | ---- | ---- | ---- | ---- | ---- | ---- | ---- | ---- |
| Einwohner                  | 501  | 452  | 436  | 453  | 514  | 585  | 618  | 669  | 653  |
| Quellen: Cassini und INSEE |      |      |      |      |      |      |      |      |      |

## Sehenswürdigkeiten
- Kirche Saint-Nizier, zwischen dem 11. und 12. Jahrhundert errichtet, Monument historique
- Kapelle Notre-Dame aus der zweiten Hälfte des 20. Jahrhunderts

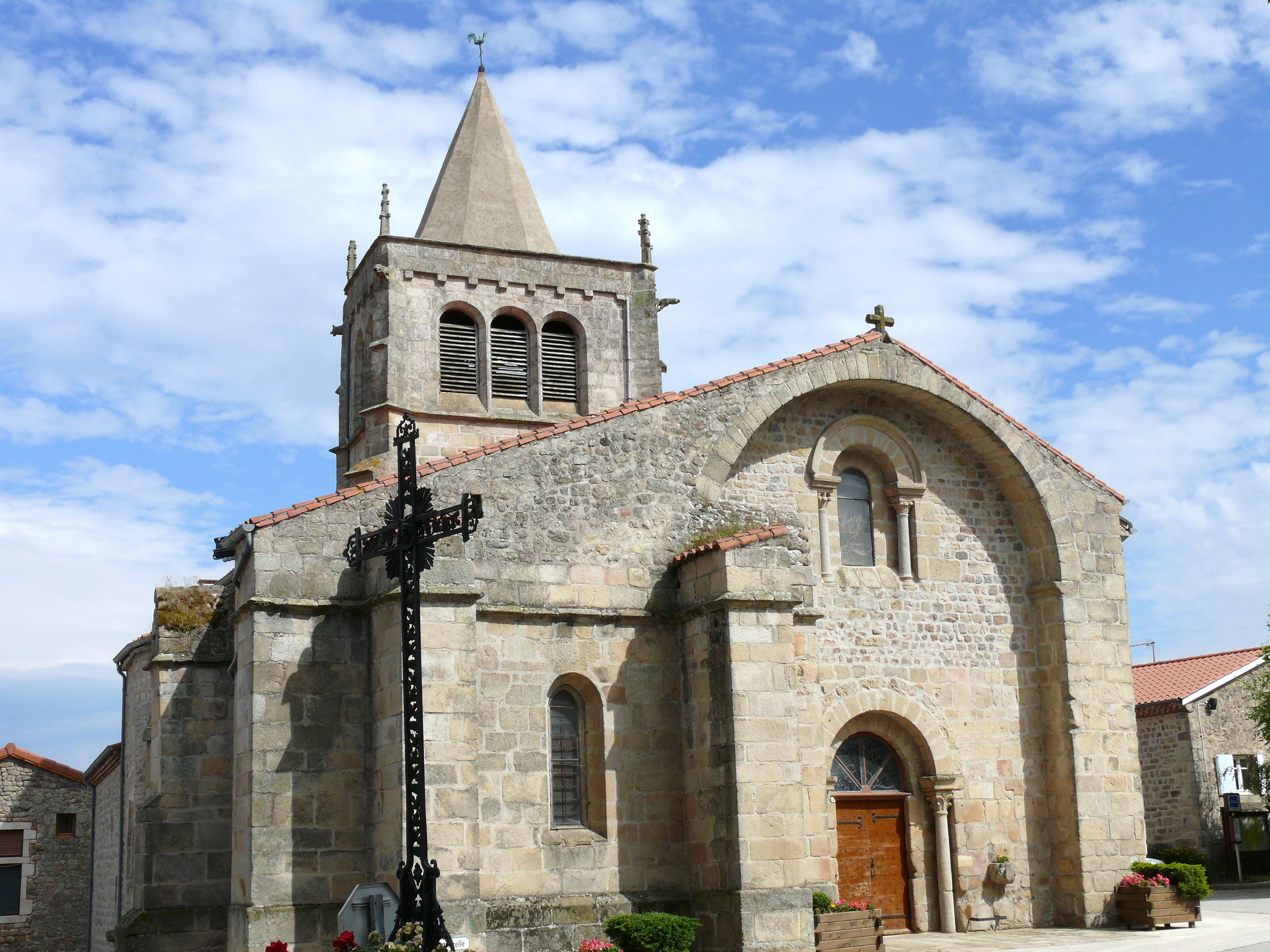
Kirche Saint-Nizier
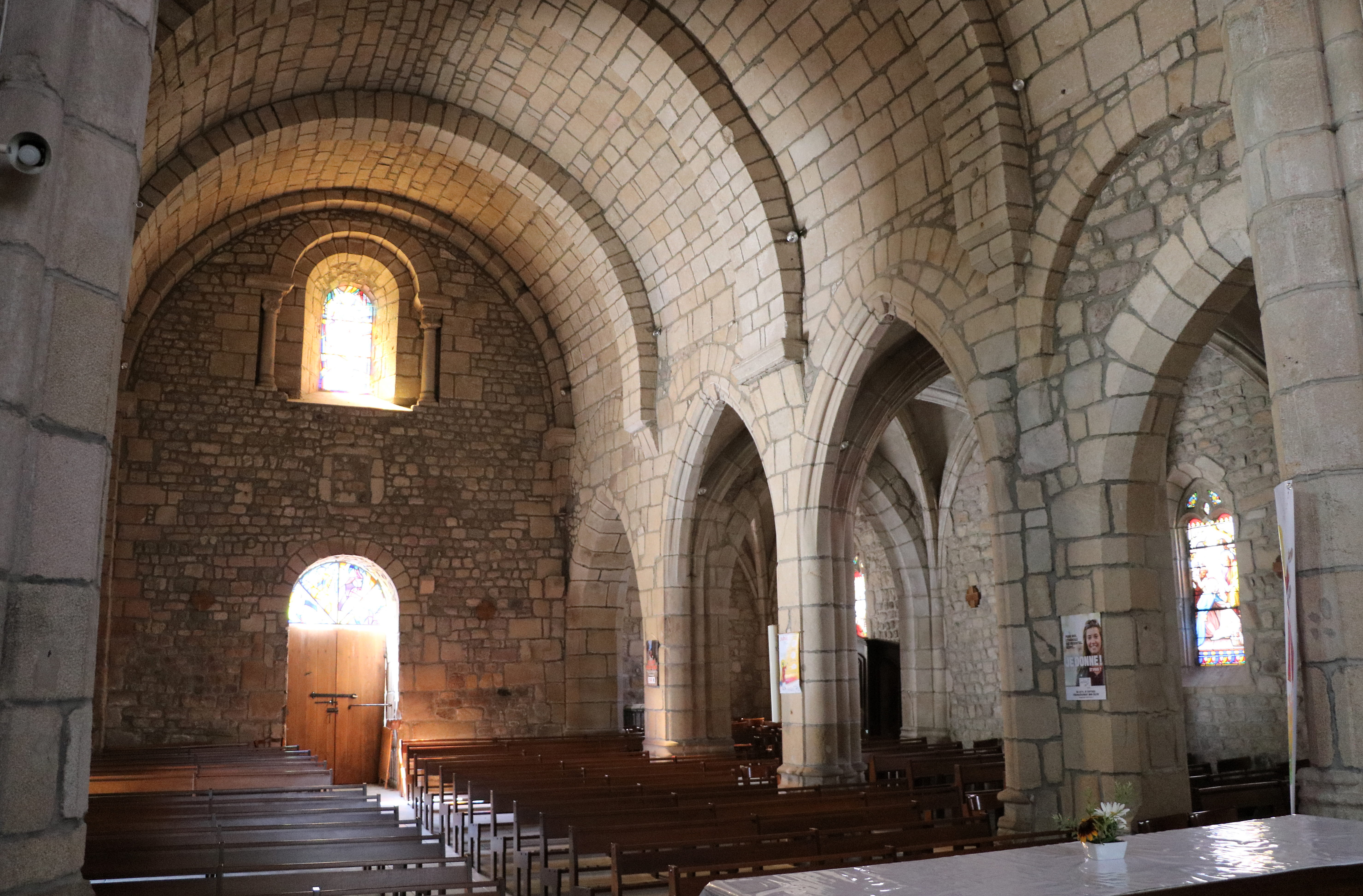
Innenansicht der Kirche